# Erwin Walter Palm
Erwin Walter Palm (* 27. August 1910 in Frankfurt am Main; † 7. Juli 1988 in Heidelberg) war ein deutscher Kunsthistoriker, Altamerikanist, Übersetzer und Schriftsteller. Der Historiker war mit der bekannten Lyrikerin Hilde Domin verheiratet.

## Leben

### Jugend
Erwin Walter Palm stammte aus einer jüdisch-orthodoxen Frankfurter Kaufmannsfamilie. Anfangs sicherte der Lederwarenhandel, den Vater Arthur Palm mit einem Kompagnon betrieb, ein solides Einkommen und einen großbürgerlichen Lebenswandel in einer Sechszimmerwohnung in der Georg-Speyer-Straße 5 im Frankfurter Westend. Erwin Walter Palms Mutter, die Kaufmannstochter Else Hess (sie war zweiten Grades mit Ludwig Landmann, dem ersten jüdischen Bürgermeister von Frankfurt verwandt) starb 1922. Arthur Palm heiratete zwei Jahre später Anna, die jüngere Schwester seiner verstorbenen Frau. Er starb im Juni 1938. Anna Palm wurde mit der ersten Deportationswelle vom 14. Oktober 1941 von Frankfurt aus nach Osteuropa verschleppt und kam auf dem Transport ins Konzentrationslager Theresienstadt in einem Zugwaggon um. Die Großmutter Helene Hess und ihr Sohn, Palms Onkel Paul, sandten aus dem Ghetto Litzmannstadt im Februar 1942 eine letzte Nachricht. Paul Hess kam aus Majdanek nicht mehr zurück, Helene Hess wurde in Theresienstadt umgebracht. Mit dem 1944 in Santo Domingo verfassten Requiem gedachte Palm der Toten.
1931 wechselte Palm von Göttingen, wo er Kunstgeschichte studiert hatte, an die Universität Heidelberg, um in der Nähe des von ihm verehrten Stefan George zu sein. In Heidelberg lernte er Hildegard Löwenstein kennen, die später als Hilde Domin eine der bedeutenden Nachkriegslyrikerinnen wurde. Palm und seine Freundin Hilde Löwenstein begannen im Herbst 1932 ein Auslandsstudium in Rom, das nach Hitlers Ernennung zum Reichskanzler zur ersten Exilstation wurde. Beide hatten sich an der Università di Roma in der „Facoltà di lettere e filosofia“ eingeschrieben. Ab März 1935 studierte Palm an der Universität Florenz und legte am 31. Oktober 1935 seine „Laurea in lettere“ ab, wechselte danach wieder nach Rom und widmete sich ganz der Archäologie. Am 30. Oktober 1936 heirateten Erwin Walter Palm und Hilde Löwenstein im Standesamt im Konservatorenpalast in Rom.

### Exiljahre
Ab Februar 1934 wurde in Italien neu zugewanderten Juden das Recht abgesprochen, die italienische Staatsbürgerschaft zu erwerben; die italienischen Rassengesetze von 1938 machten die Juden zu Staatsfeinden und verlangten deren Ausreise bis 12. März 1939. Deshalb floh das Paar 1939 aus Italien – das von Mussolini gesetzte Ultimatum für die Ausreise war bereits überschritten. Über Paris führte sie die Flucht nach Großbritannien, wo sie mit Hilfe der vermögenden Verwandtschaft seiner Frau unterkamen und wie die meisten jüdischen Flüchtlinge im Londoner Stadtteil Hampstead lebten, bis sie mit seinen Schwiegereltern nach Minehead, Somerset zogen. Angesichts der Kapitulation Frankreichs und des drohenden Blitzkriegs entschloss sich das junge Paar zur Flucht aus England. Am selben Tag wie Stefan Zweig, dem 26. Juni 1940, flohen sie aus England und gelangten über Kanada in die Dominikanische Republik.

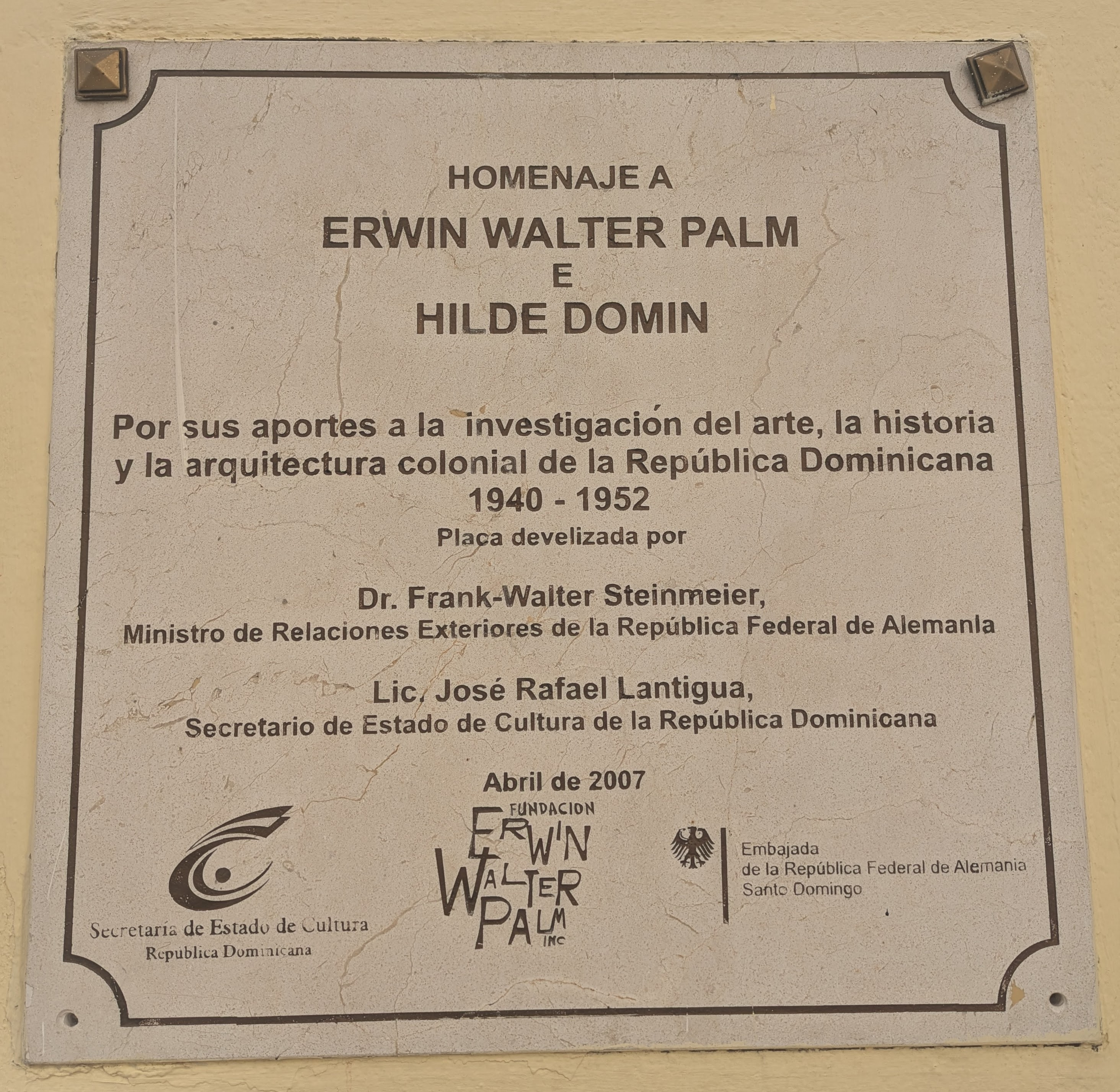
Plakette zur Erinnerung an Erwin Walter Palm und Hilde Domin

Hilde Domin und Erwin Walter Palm vervollkommneten dort ihre spanischen Sprachkenntnisse anhand von Rafael Albertis Gedichten, seine Bilder und seine Sprache übertrugen sie in den ersten Wochen der Isolation. Palm entdeckte in der Altstadt von Santo Domingo Häuser, die dem Modell des pompejianischen Atriumhauses entsprachen. So konnte er mit seinen Forschungen bald belegen, dass ein andalusisches Patiohaus die Traditionen des römischen Hauses bewahrte. Wie in den Abteilungen der römischen Museen katalogisierte er unter dem Aspekt des Denkmalschutzes die verfallenen Häuser des alten Stadtkerns von Santo Domingo. Letztendlich dienten seine Dokumentationen als Grundlage dafür, dass die Altstadt von Santo Domingo ins Verzeichnis des UNESCO-Weltkulturerbes aufgenommen wurde. Palms Richtlinien zur Denkmalpflege haben weiterhin Gültigkeit, eine Stiftung von Architekten in Santo Domingo trägt heute seinen Namen.
Bei seinen archäologischen Recherchen war Erwin Walter Palm in der Nähe des Hafens auch auf ein Tonnengewölbe gestoßen: er konnte belegen, dass es sich bei diesen Gewölben um „La Atarazana“ handelte – das erste große amerikanische Arsenal, von den Welsern gebaut, um Handel mit Südamerika zu treiben. Den Zugang zu seltenen historischen Dokumenten hatte ihm Fray Cipriano de Utrera ermöglicht, ein Kapuziner des nahegelegenen Klosters, der in seinem Kloster in Sevilla jahrelang alte Bücher kopiert hatte und diese Dokumente Palm zur Verfügung stellte. Obwohl Palms Erkenntnisse sehr gewürdigt wurden, erschöpfte sich die Anerkennung für seine Entdeckung in einem „Lorbeerkranz“: Die Comisión conservadora de monumentos dankte für die Auflistung der Denkmäler. Erst im Herbst 1941 erhielt Palm einen Lehrauftrag an der Universität.
Die Zeit in Santo Domingo war entbehrungsreich und geprägt von beruflichen und persönlichen Rückschlägen. Erwin Walter Palm hatte am 12. Januar 1948 der Ernennung zum Jefe de la Sección de Arqueologia Colonial de la Universidad de Santo Domingo zugestimmt. Die Beziehung des Paares schien 1951 am Ende zu sein. Der seelischen Vereinsamung und dem Tod der Mutter versuchte Hilde Domin mit dem Schreiben von Gedichten zu entkommen. Auch Erwin Walter Palm schrieb weiterhin Gedichte.

### Rückkehr nach Deutschland
Mit einem Guggenheim-Stipendium verbrachte Erwin Walter Palm 1953 ein Jahr in New York, dort nahm er auch ein Stipendium des DAAD an, das ihm die Rückkehr nach Deutschland im Februar 1954 ermöglichte. Nach 22 Jahren im Exil pendelten die Palms noch weitere sieben Jahre zwischen Spanien und Deutschland. Im Oktober 1960 wurde Palm eine Stelle als Wissenschaftlicher Rat an der Universität Heidelberg angeboten, die bald darauf in eine Außerplanmäßige Professur und am 23. Mai 1975 schließlich in eine Ordentliche Professur umgewandelt wurde. Er lehrte dort bis 1977. Palm machte sich insbesondere auf dem Gebiet der präkolumbianischen, portugiesischen und spanischen Kolonialkunst einen Namen. Palm leitete in Mexiko das Puebla-Tlaxcala-Projekt. Er verbrachte dort regelmäßig die Wintersemester, auch nach seiner Emeritierung. 1972 hatte die DFG ihn zum Field-Director dieses Projekts berufen. 1973 berief man sich ausdrücklich auf Palms Verdienste, als in Santo Domingo ein Museum eingeweiht wurde, und die Universität Santo Domingo ernannte ihn schließlich am 1. Januar 1975 zum „corresponding member“.
Erwin Walter Palm starb am 7. Juli 1988 nach einer Nierenkrebserkrankung in den Armen seiner Frau in deren Wohnhaus im Graimbergweg 5 in Heidelberg. Seine Grabrede hielt Peter Anselm Riedl.

## Preise und Ehrungen
- Erwin Walter Palm wurde am 10. Dezember 1971 zum „corresponding member“ der Hispanic Society of America ernannt. Damit würdigte man seine Verdienste um die iberoamerikanische Kultur.
- 1988 wurde Erwin Walter Palm von der Universität Augsburg mit dem Universitätspreis für Spanien-, Portugal- und Lateinamerika-Studien ausgezeichnet.
- Seit 1982 war er korrespondierendes Mitglied der Heidelberger Akademie der Wissenschaften.[6]

## Veröffentlichungen
Bibliographie der Schriften von Erwin Walter Palm
- Helga von Kügelgen Kropfinger (Red.): Bibliografía de las publicaciones de Erwin Walter Palm. In: Jahrbuch für Geschichte von Staat, Wirtschaft und Gesellschaft Lateinamerikas, Jg. 20 (1983), S. XXXV–L.

Schriften von Erwin Walter Palm (in Auswahl)
- Escritos sobre arte y arquitectura colonial de Santo Domingo. Miguel D. Mena, editor. Ediciones Cielonaranja, Santo Domingo, Ciudad Trujillo, 2024.
- Los monumentos arquitectónicos de La Española. Con una introducción a América. Universidad de Santo Domingo, Ciudad Trujillo 1955.
- Der Mann von Rabinal oder der Tod des Gefangenen. Suhrkamp, Frankfurt am Main 1961.
- Arquitectura y arte colonial en Santo Domingo. Editorial de la Universidad Autónoma de Santo Domingo, Santo Domingo 1974.
- Ricardo Molinari: „Eine Rose für Stefan George“ oder: Federico García Lorca und Stefan George. In: José Manuel López de Abiada, Titus Heydenreich (Hrsg.): Iberoamérica. Historia – sociedad – literatura. Homenaje a Gustav Siebenmann. Wilhelm Fink Verlag, München 1983, Bd. 2, ISBN 3-7705-2154-4, S. 673–678. (= Lateinamerika Studien, Bd. 13).
- Erinnerungen und Texte. In: Ibero-Amerikanisches Archiv, Jg. 1989, Heft 4, Colloquium Verlag, Berlin 1989, S. 417–652. Enthält u. a.:
  - Erinnerungen. S. 427–485.
  - Requiem für die Toten Europas. S. 501–516.
  - Gedichte. S. 517–530.
  - Dichterporträts. S. 605–626. (über Max Aub, Miguel Hernández, Dámaso Alonso, Pedro Salinas, Manuel Altolaguirre, Alfonso Reyes, Juan Ramón Jiménez, Luis Rosales und Lapo Gianni)
- Vita. In: Jahrbuch für Geschichte von Staat, Wirtschaft und Gesellschaft Lateinamerikas, Jg. 20 (1983), S. XXVII–XXXIV. (spanisch)
- als Übersetzer und Herausgeber: Rose aus Asche. Spanische und spanischamerikanische Gedichte 1900-1950. Suhrkamp, Frankfurt am Main 2. rev. Aufl. 1992. ISBN 3-518-01734-9